# Jacques Cousteau-sziget
A Mexikóhoz tartozó, lakatlan Jacques Cousteau-sziget, korábbi nevén Cerralvo-sziget a Kaliforniai-öböl nagyobb szigetei közül a legdélebbi.

## Földrajz
A sziget a Kaliforniai-öböl déli részén, a Kaliforniai-félsziget partjaitól 9 km távolságra fekszik, közigazgatásilag Déli-Alsó-Kalifornia állam La Paz községéhez tartozik. La Paz városától légvonalban mintegy 40 km-re található, de a tengeren hosszabb az út. A sziget alakja hosszúkás, északnyugat–délkeleti irányú. Hossza 29,4, legnagyobb szélessége valamivel több mint 7 km, területe 136 km². Felszíne sziklás, kopár.

## Története
A sziget felfedézésének története mintegy 400 évre tekint vissza. 1632 táján a nayariti Acaponetába érkezett Francisco de Ortega hajós felfedező, aki úgy döntött, meglátogatja a Kaliforniai-félsziget térségét. Azonban IV. Fülöp spanyol király a korábbi felfedezőutak sikertelenségére hivatkozva nem sokkal korábban megtiltotta, hogy bármilyen új expedíció induljon. Ortega ezért Rodrigo Pacheco y Osorio alkirályhoz, Cerralbo őrgrófjához fordult, és nem ahhoz kért engedélyt, hogy felfedezőútra induljon, hanem ahhoz, hogy olyan utat tegyen, amellyel „megállapíthatja, hogy érdemes-e majd ezt a vidéket felderíteni”. Ehhez az alkirálytól megkapta az engedélyt, így útnak indulhatott. Három utat is tett: 1632-ben, 1634-ben és 1636-ban, és eljutott egészen a 28. szélességi körig. Harmadik útja alkalmával hajótörést szenvedett, de embereivel újjáépítette a hajót: ez volt a Kaliforniák vidékének első hajóépítése a történelem során. Naplóiban részletesen leírta felfedezéseit: számos szigetnek adott nevet, az egyiket az alkirály tiszteletére Cerralvónak nevezte el.
Később a gyöngyhalászok által a felszínre hozott gyöngyök számára épültek raktárak a szigeten, majd a Ruffo nevű vállalkozói csoport tulajdonába került, akik 2005-ben 35 millió dolláros áron eladásra kínálták. 2009 novemberében a Nemzeti Statisztikai és Földrajzi Hivatal (INEGI) hozzáfűzött magyarázat nélkül bejelentette, hogy a sziget neve Jacques Cousteau-szigetre változott, annak a francia Jacques Cousteau-nak az emlékére, aki négy éven át kutatta a Kaliforniai-öböl élőlényeit és korallzátonyait (igaz, konkrétan ehhez a szigethez nem volt köze). A döntés sokak számára felháborító volt, egyrészt mert az átnevezésről nem egyeztettek előzetesen a helyiekkel, másrészt önmagában is a több évszázados történelem megtagadásának, megszentségtelenítésének tartják, hogy a döntéshozók végleg eltörölték a régi nevet. Feltették a kérdést, hogy ha már szigetet akarnak elnevezni Cousteau-ról, akkor miért nem egy addig névtelen sziget nevét változtatták meg.